# アルケイレ
アルケイレ（ポルトガル語 alqueire、アラビア語由来）は、ポルトガルとブラジルでかつて使われた容積または面積の単位である。1アルケイレの大きさは地方によって異なる。かつて日本語ではアルケールとも書いた。

## 容積
丸善『単位の辞典』によれば、容積の1アルケイレは、乾量で13.5リットル、液量で2.75リットルである。別の出典によれば、1アルケイレの大きさは、11.98リットルから45.43リットルまで様々である。

## 面積
面積の1アルケイレは、容積1アルケイレの種を播くことができる畑の面積に由来するという。ブラジルでは現在でも農地の面積を表すのに用いられることがある。
- アルケイレ・パウリスタ（alqueire paulista）は、「サンパウロ州のアルケイレ」の意で、24,200平方メートルに相当する[2][4]。
- アルケイレ・ミネイロ（alqueire mineiro）は、「ミナスジェライス州のアルケイレ」の意で、48,400平方メートルに相当する[2][4]。
- アルケイレ・ド・ノルチ（alqueire do norte）は、「ブラジル北部のアルケイレ」の意で、27,225平方メートルに相当する[2][4]。
- アルケイレ・バイアーノ（alqueire baiano）は、「バイーア州のアルケイレ」の意で、96,800平方メートルに相当する[2]。

Googleブラジルで1アルケイレを検索すると、24,200平方メートルに換算される。